# My Phương
My Phương (chữ Hán: 麋芳; bính âm: Mi Fang),(164-224) tự Tử Phương (子方), là một viên quan lại phục vụ dưới trướng của lãnh chúa Lưu Bị của nhà Thục Hán thời Tam Quốc trong Lịch sử Trung Quốc.

## Tiểu sử
My Phương là em trai của My Chúc cũng là một quan lại thân tín của Lưu Bị và là anh trai của My phu nhân vợ Lưu Bị. My Phương theo Lưu Bị nhiều năm, từng vào sinh ra tử với Lưu Bị trong trận Trường Bản.
Năm 219, do bất mãn với Quan Vũ nên My Phương cùng với tướng Phó Sĩ Nhân đầu hàng Tôn Quyền và không xuất binh cứu Kinh Châu và dẫn đến cái chết của Quan Vũ.
Năm 223, My Phương theo Hạ Tề đi dẹp loạn thành công. Sau đó không còn ghi chép gì về ông.

## TrongTam Quốc diễn nghĩa
Trong tiểu thuyết Tam Quốc diễn nghĩa, nhân vật My Phương cùng Phó Sĩ Nhân do gây hỏa hoạn nên bị Quan Vũ đánh từ đó sinh hận, sau khi Đông Ngô tập kích Kinh Châu. My Phương cùng Phó Sĩ Nhân đầu hàng Tôn Quyền. Sau đó khi Lưu Bị đánh Ngô để trả thù, nhân vật My Phương vì sợ nên đã cùng với Phó Sĩ Nhân chém đầu chủ tướng của mình là nhân vật Mã Trung dâng lên Lưu Bị để chuộc tội nhưng Lưu Bị kiên quyết không tha và hành quyết cả hai để tế vong hồn Quan Vũ.
Tác giả La Quán Trung có ý muốn "trả thù" giùm cho Quan Vũ, nên trong tiểu thuyết Tam Quốc Diễn Nghĩa đã hư cấu nên cái chết của những người đã hại Vũ, như: My Phương, Phó Sĩ Nhân, Mã Trung, Phan Chương, Chu Nhiên... Trên thực tế những nhân vật lịch sử này đa phần đều sống thọ hơn cả Lưu Bị.